# 鳩山秀夫
鳩山秀夫（はとやま ひでお；1884年2月4日—1946年1月29日）東京出身，曾任眾議院議員，並是日本的法學家。專長為民法：從明治末期到大正有「民法就是鳩山，鳩山即是民法」的說法。

## 生平
父親鳩山和夫曾留學哥倫比亞大學與耶魯大學，得博士學位；母親春子則為著名教育家、作家，曾任共立女子大學校長；哥哥為曾任日本首相的鳩山一郎；妻子千代子則是曾任東京大學校長的數學家菊池大麓的女兒。
鳩山秀夫從東京高等師範学校附屬小學起，就一直與另一位法學家穗積重遠同班爭奪第一。根據1911年出版的一本讀書法小冊《優等學生勉強法》，鳩山秀夫為東大創校自該時讀書能力最強之學生。書中他表示，中學時每日清晨四點起床，先預習並溫習功課兩小時，再吃早餐、去上課；放學回家後必運動一小時，另晚上八點一定就寢，以維持八小時的充足睡眠。經舊制第一高等學校進入東京帝國大學法律系後，秀夫1908年以首席之姿畢業於該系系德國法科，因成績優秀旋即被昇為東京帝國大學法律系講師，這與其兄鳩山一郎前一年以優秀成績畢業於同校英法科的事蹟，傳為佳話。畢業兩年後的著作《法律行為乃至時效》（巖松堂書店《注釋民法全書》第二卷），本應是由許多民法學者共同承擔完成，但後來其他部分並未出版；根據民法學者我妻榮回憶，曾有「鳩山之立論過於精妙，導致他人無法下筆」的說法。
1910年被升為助教授，並於隔年留學法國、德國達三年。歸國後，1916年便昇為教授，1917年得法學博士學位。1916年（28歲）出版的《日本債權法總論》（岩波書店）、1923年出版的《日本民法總論》（岩波書店）皆為權扛鼎之作：不僅當時日本的法官多直接引用其書中文字，《日本民法總論》對後世的影響可說比我妻榮的《民法講義》還大。然而第一次世界大戰後，日本的經濟不振，勞雇關係也隨之惡化。德國法學的後起之秀末弘嚴太郎便開始大力批判鳩山秀夫著重註釋的「概念法學」，進而主張「活的法律」，著重對社會現況的調查與對社會學資料（如舊慣調查）的應用，終成為日本勞動法的創始性角色。被嚴厲批評的鳩山秀夫心有不滿，在1924年完成建立體系的大作《債法的誠信原則》後，於1926年離法學而遠去。他辭去教職、脫離學會，以律師為業聊度餘生，其中曾於1931年選上眾議院 (日本)千葉縣第二選區的眾議員。於1946年去世。